# Gianfranco Petris
Gianfranco Petris (Budoia, 27 agosto 1936 – Trepalle, 1º luglio 2018) è stato un calciatore italiano, di ruolo attaccante.
Cessata l'attività agonistica, ha vissuto a Sauris di Sopra (Ud), paese d'origine del padre, dove ha realizzato un piccolo albergo, lo "Slalom", che ha gestito per alcuni anni. Indi, dopo aver conseguito l'abilitazione, è stato a lungo maestro di sci, prima al Passo dello Stelvio  successivamente a Livigno. È scomparso nel 2018 all'età di 82 anni nella sua casa di Trepalle.

## Carriera

### Club
Milita nel Treviso nelle stagioni 1954-55 e 1955-56 giocando 40 partite e segnando 11 reti in Serie B.
Dalla stagione 1956-57 gioca per la Triestina, qui esordisce in Serie A il 30 settembre 1956 contro il Padova. In totale con gli alabardati gioca 31 partite e segna 5 reti in serie A e 32 partite e 18 reti in serie B.
Nel 1958 viene acquistato dalla Fiorentina. Con la maglia viola conquista una Coppa Italia e una Coppa delle Coppe. A Firenze, nel suo periodo più rilevante, colleziona 166 presenze in campionato andando a segno 43 volte. Perse le finali di Coppa delle Coppe 1961-1962 e di Coppa Italia 1958 e 1959-1960.
Nel 1964 passa alla Lazio dove gioca solamente 11 partite segnando un unico gol, per concludere poi, nel 1966, la sua carriera con il Trani, scendendo in campo 23 volte in serie B e realizzando 2 centri.
La sua ultima partita di serie A risale al 24 aprile 1965 a Torino dove la Lazio viene sconfitta per 2 a 0.
Petris è l'autore della prima rete italiana in Coppa delle Coppe, avendo segnato con la Fiorentina la rete di apertura nella vittoria in trasferta per 3-0 col Lucerna del 23 novembre 1960, sfida di andata del primo turno della prima edizione.

### Nazionale
Gianfranco Petris esordì in Nazionale nel 1958 pur militando in Serie B nella Triestina: giocò la gara contro l'Austria valida per la Coppa Internazionale, segnando il gol del temporaneo 1-1. È stato il primo giocatore di Serie B a giocare in nazionale. Le sue presenze in maglia azzurra furono in tutto quattro e quello dell'esordio rimase il suo unico gol in nazionale. È l'ultimo calciatore della Triestina ad aver giocato nella Nazionale maggiore italiana.

## Statistiche

### Cronologia presenze e reti in nazionale
| Cronologia completa delle presenze e delle reti in nazionale ― Italia | Cronologia completa delle presenze e delle reti in nazionale ― Italia | Cronologia completa delle presenze e delle reti in nazionale ― Italia | Cronologia completa delle presenze e delle reti in nazionale ― Italia | Cronologia completa delle presenze e delle reti in nazionale ― Italia | Cronologia completa delle presenze e delle reti in nazionale ― Italia | Cronologia completa delle presenze e delle reti in nazionale ― Italia | Cronologia completa delle presenze e delle reti in nazionale ― Italia |
| Data                                                                  | Città                                                                 | In casa                                                               | Risultato                                                             | Ospiti                                                                | Competizione                                                          | Reti                                                                  | Note                                                                  |
| --------------------------------------------------------------------- | --------------------------------------------------------------------- | --------------------------------------------------------------------- | --------------------------------------------------------------------- | --------------------------------------------------------------------- | --------------------------------------------------------------------- | --------------------------------------------------------------------- | --------------------------------------------------------------------- |
| 23-3-1958                                                             | Vienna                                                                | Austria                                                               | 3 – 2                                                                 | Italia                                                                | Coppa Internazionale 1955-1960                                        | 1                                                                     |                                                                       |
| 6-5-1959                                                              | Londra                                                                | Inghilterra                                                           | 2 – 2                                                                 | Italia                                                                | Amichevole                                                            | -                                                                     |                                                                       |
| 10-12-1960                                                            | Napoli                                                                | Italia                                                                | 1 – 2                                                                 | Austria                                                               | Amichevole                                                            | -                                                                     |                                                                       |
| 14-12-1963                                                            | Torino                                                                | Italia                                                                | 1 – 0                                                                 | Austria                                                               | Amichevole                                                            | -                                                                     |                                                                       |
| Totale                                                                |                                                                       | Presenze                                                              | 4                                                                     |                                                                       | Reti                                                                  | 1                                                                     |                                                                       |

## Palmarès

### Club

#### Competizioni nazionali
- Campionato italiano di Serie B: 1

Triestina: 1957-1958
- Coppa Italia: 1

Fiorentina: 1960-1961

#### Competizioni internazionali
- Coppa delle Coppe: 1

Fiorentina: 1960-1961

### Individuale
- Capocannoniere della Coppa Italia: 2

1959-1960 (4 gol), 1960-1961 (4 gol)
- Capocannoniere della Coppa delle Alpi: 1

1961 (4 gol)